# Pimelles
Pimelles é uma comuna francesa na região administrativa de Borgonha-Franco-Condado, no departamento de Yonne. Estende-se por uma área de 10 km². Em 2010 a comuna tinha 64 habitantes (densidade: 6,4 hab./km²).